# Triepeolus laticaudus
Triepeolus laticaudus är en biart som beskrevs av Cockerell 1921. Triepeolus laticaudus ingår i släktet Triepeolus och familjen långtungebin. Inga underarter finns listade i Catalogue of Life.